# Megan Abbott
Megan Abbott (Detroit, 21 augustus 1971) is een Amerikaans schrijfster.

## Biografie
Megan Abbott groeide op in Detroit en studeerde af aan de Universiteit van Michigan. Aan de New York-universiteit (NYU) behaalde ze een doctoraat in de richting Engelse en Amerikaanse literatuur. Ze gaf ook les aan NYU, de State University of New York en The New School. Abbott omschrijft zichzelf als een feministe.
In 2002 schreef ze de academische analyse The Street Was Mine: White Masculinity in Hardboiled Fiction and Film Noir. In het werk analyseert ze de manier waarop thema's als gender en etniciteit behandeld worden in misdaadfictie.
Abbott is vooral bekend als de auteur van misdaadfictie en mysteryverhalen. Haar werk is sterk beïnvloed door hard-boiled literatuur en film noir. In 2005 werd haar debuutroman Die a Little uitgebracht. Twee van haar boeken verwijzen ook naar waargebeurde misdaden. The Song Is You (2007) is gebaseerd op de verdwijning van Jean Spangler uit 1949 en in Bury Me Deep (2009) komt de moordzaak rond Winnie Ruth Judd aan bod. De roman The Fever (2014, Nederlands: De koorts) werd geïnspireerd door de massahysterie die in 2011 ontstond toen verschillende schoolmeisjes uit Le Roy (New York) plots Tourette-achtige symptomen begonnen te vertonen.
In 2008 won ze een Edgar Allan Poe Award voor haar roman Queenpin.
In 2017 werkte Abbott als scenarioschrijfster mee aan de misdaadserie The Deuce.

## Filmografie
- The Deuce (2017–)